# 大马乡 (新郑市)
大马乡，是中华人民共和国河南省郑州市郑州航空港经济综合实验区下辖的一个乡镇级行政单位。

## 行政区划
大马乡下辖以下地区：
大马村、朱庄村、郭家村、柏岗寨村、西王村、陈石村、马古岗村、岗李村、石桥村、双岭岗村、八里庙村、井赵村、前宫村、牛庄村、后宫村、马庄村、门张村、胡陈村、庙陈村、周家村、鲁家村、庙张村、店张村、李家村、雁黄村和任泽村。